# 塞拉迪利亚德利拉诺
塞拉迪利亚德利拉诺，是西班牙卡斯蒂利亚-莱昂萨拉曼卡省的一个市镇。 总面积68平方公里，总人口241人（2001年），人口密度4人/平方公里。